# Kapsweyer
Kapsweyer település Németországban, Rajna-vidék-Pfalz tartományban. Lakosainak száma 899 fő (2023. december 31.). Kapsweyer Wissembourg községgel határos.

## Népesség
A település népességének változása:
| Lakosok száma | 857  | 941  | 944  | 911  | 912  | 899  |
|               | 1975 | 2017 | 2019 | 2021 | 2022 | 2023 |